# Jungermannia konstantinovae
Jungermannia konstantinovae là một loài Rêu trong họ Jungermanniaceae. Loài này được Bakalin & Vilnet mô tả khoa học đầu tiên năm 2009.